# Völs am Schlern
Völs am Schlern (italià Fiè allo Sciliar) és un municipi italià, dins de la província autònoma de Tirol del Sud. És un dels municipis del districte i de Salten-Schlern. L'any 2007 tenia 3.015 habitants. Comprèn les fraccions de Blumau (Prato all'Isarco), Oberaicha (Aica di Sopra), Peterbühl, St. Anton (S. Antonio), Obervöls (Fiè di Sopra), Prösels (Presule), Prösler Ried (Novale di Presule), St. Kathrein (Santa Caterina), St. Konstantin (San Costantino), Ums (Umes), Unteraicha (Aica di Sotto), Untervöls (Fiè di Sotto) i Völser Ried (Novale di Fiè). Limita amb els municipis de Kastelruth, Karneid, Ritten i Tiers.

## Situació lingüística
| Pertinença lingüística (cens 2001) | 95,56% alemany |
| Pertinença lingüística (cens 2001) | 3,99% italià   |
| Pertinença lingüística (cens 2001) | 0,45% ladí     |

## Administració
| Període | Identitat        | Partit |
| ------- | ---------------- | ------ |
| 2004-   | Arno Kompatscher | SVP    |

## Galeria d'imatges

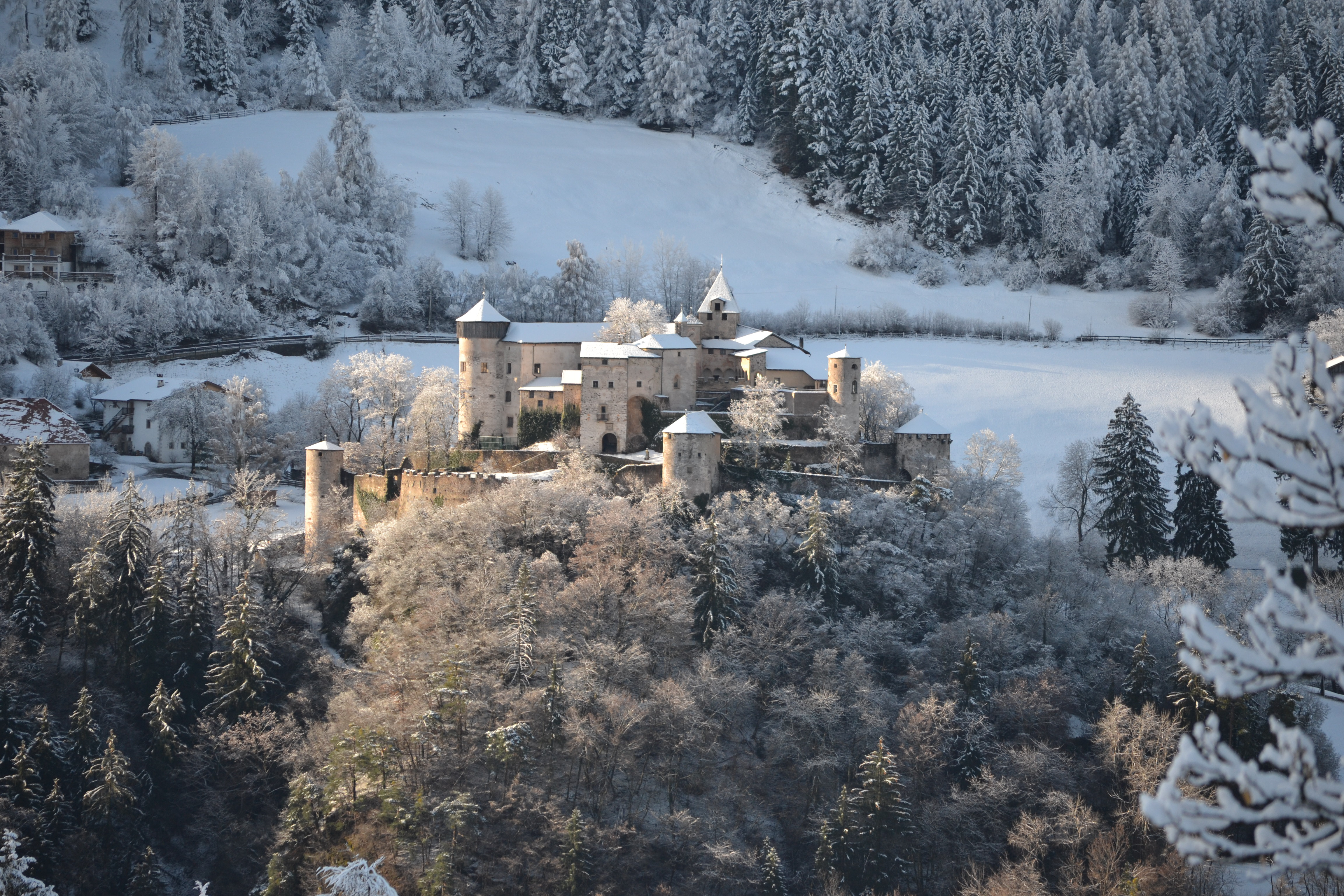
Castell de Prösels
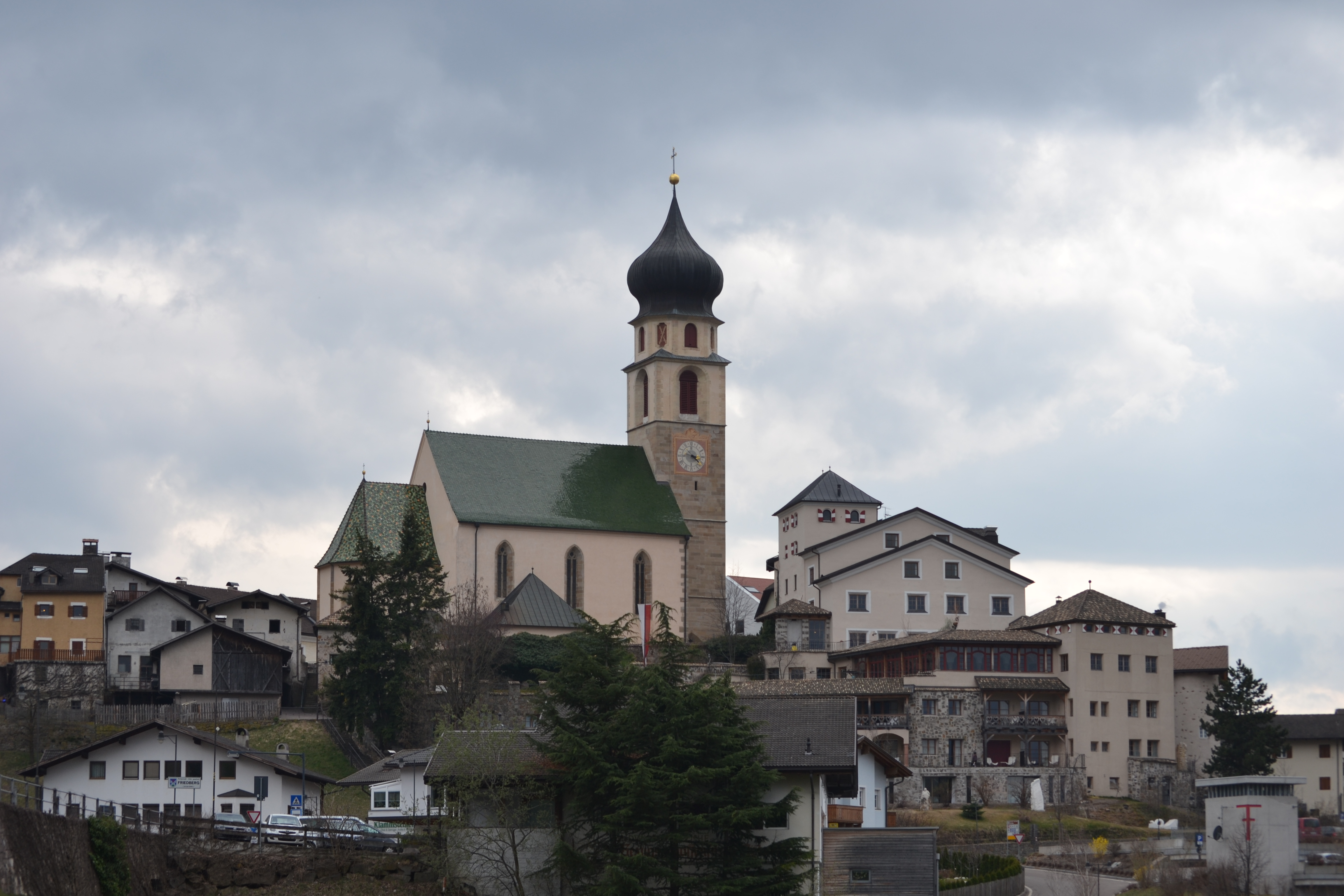
Església Parroquial de l'Assumpció de la Mare de Déu
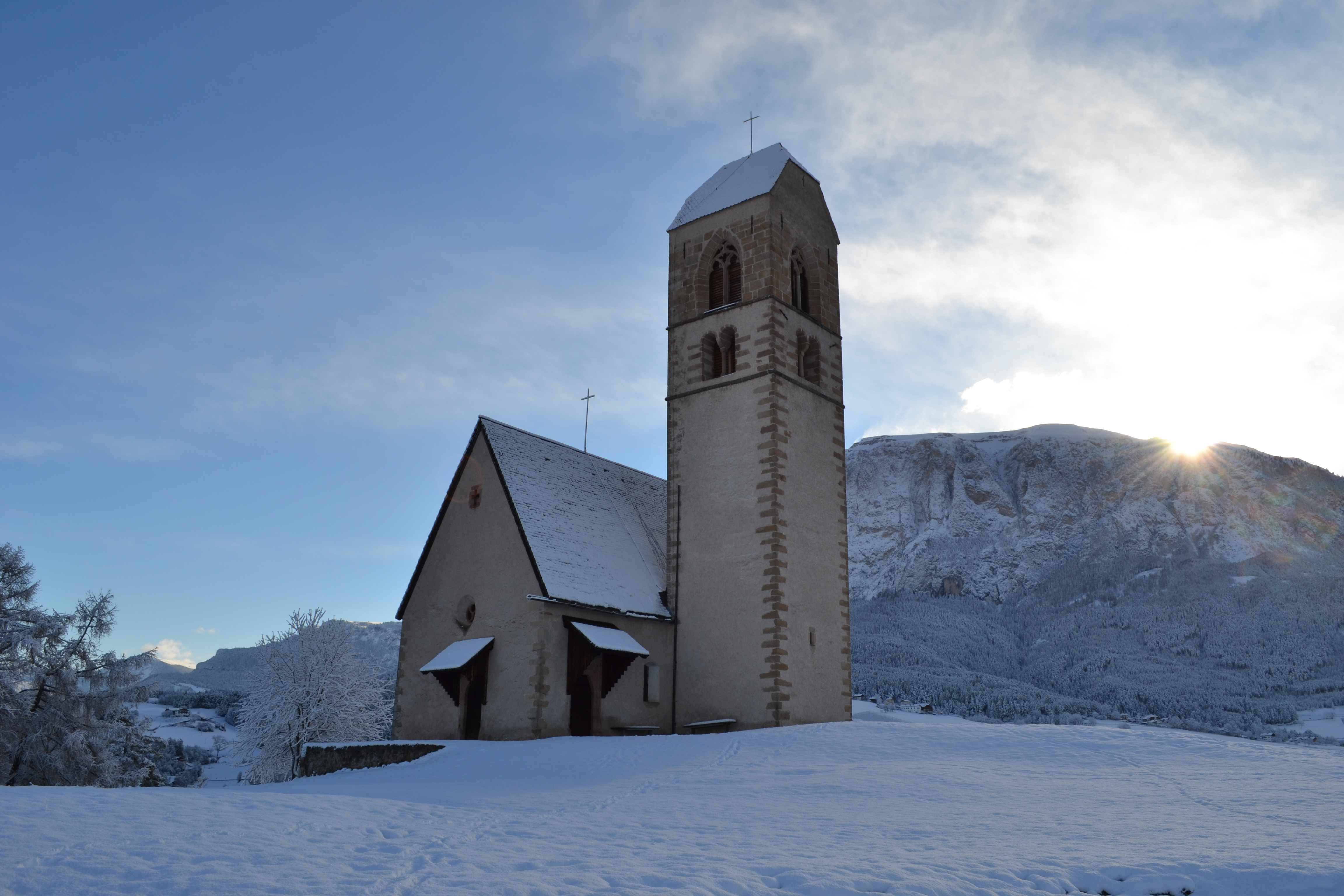
Església romànica St. Peter am Bühl

Territori comunal